# Atanazy (Mironescu)
Atanazy, imię świeckie Alexandru Mironescu (ur. 12 sierpnia 1856 w Trohan, zm. 9 października 1931 w Bukareszcie) – rumuński biskup prawosławny, w latach 1909–1911 metropolita-zwierzchnik Rumuńskiego Kościoła Prawosławnego.

## Życiorys
Był synem kapłana prawosławnego. Ukończył seminarium duchowne im. metropolity mołdawskiego Beniamina w Socoli w 1877, zaś dwa lata później został wyświęcony na kapłana i skierowany do pracy duszpasterskiej w rodzinnej miejscowości. Był duchownym żonatym, jednak po dwóch latach małżeństwa jego żona zmarła. Podjął wówczas studia na Wydziale Teologicznym Uniwersytetu Bukareszteńskiego. W 1886 obronił doktorat z teologii na uniwersytecie w Czerniowcach. Następnie przez rok wykładał w seminarium duchownym w Bukareszcie, zaś od 1887 do 1897 był profesorem teologii moralnej na Wydziale Teologicznym Uniwersytetu Bukareszteńskiego.
27 stycznia 1895 został nominowany na biskupa pomocniczego archieparchii bukareszteńskiej z tytułem biskupa Krajowej. Przed chirotonią złożył wieczyste śluby mnisze w monasterze Cernica, przyjmując imię zakonne Atanazy. Jego chirotonia biskupia odbyła się 5 lutego 1895. W marcu 1898 został ordynariuszem eparchii Râmnic.
5 lutego 1909 został wybrany na metropolitę-zwierzchnika Rumuńskiego Kościoła Prawosławnego. Na urzędzie pozostał przez dwa lata, po czym zrezygnował z katedry i osiadł w monasterze Cernica. W tymże klasztorze został pochowany.
Autor artykułów poświęconych historii Cerkwi oraz teologii pastoralnej i moralnej, był także autorem przekładów tekstów z tej tematyki. W 1909 został członkiem honorowym Akademii Rumuńskiej.